# Magyar Patrióták Közössége
A Magyar Patrióták Közössége (Patrióták) egy egyesületi formában működő civil szervezet, amely elsődlegesen a magyar kulturális örökség megóvásával, a külhoni magyarság sorskérdéseivel és a nemzeti kegyelet ápolásával (emlékhelyek) foglalkozik. Értékrendje a patriotizmus.

## Célok
A Magyar Patrióták Közösségét 2014. január 22-én, a magyar kultúra napján alapították magyarországi és határon túli magyar egyetemisták és fiatal felnőttek a Budai várban, a régi országház épületében. Az egyesület célja, hogy a nemzeti értékek és a magyar örökség megóvása, a jövő generációk nemzeti tudatának elmélyítése érdekében tevékenykedjen. Az örökségvédelem mellett a Patrióták tevékenysége a helyi közösségek érdekeinek képviseletére is kiterjed, mivel – vélekedésük szerint – az örökséget nem lehet elválasztani attól a közösségtől, amelyhez hozzátartozik. 
Az egyesület tagjai túlnyomórészt ma is fiatalok, az átlagéletkor 30 év körüli. A Patrióták működése az önkéntesség elvén nyugszik: fizetett alkalmazottjai nincsenek, a tagok saját eszközeikkel és a szimpatizánsok adományaiból tartják fenn a közösséget.

## Kezdeményezések és történet
A Magyar Patrióták Közössége megalakulása óta küzd annak érdekében, hogy a budapesti városligeti Regnum Marianum-templom helyén méltó emlékhely jöjjön létre. A Rákosi-rendszerben lerombolt templom újjáépítésére nincs lehetőség, ezért az egyesület történelmi emlékhely létrehozását sürgeti. 2015-ben a kormány bejelentette, hogy megvalósítja a civilek kezdeményezését.
A Magyar Patrióták Közössége emelte fel szavát egyes bánsági katolikus templomok 2014-ben kilátásba helyezett lebontása ellen. A nagybecskereki egyházmegye hét, elfogyó gyülekezetű templomát kívánta lebontani, amely ellen az egyesület sikerrel tiltakozott: magyar állami támogatásból a legveszélyeztetettebb épületek megmenekülnek.
A Patrióták kezdettől fogva kiemelten foglalkoznak a szórványmagyarság kérdésével. Számos értékfeltáró utat tartottak a Kárpát-medence kevésbé ismert tájain, így a Szerémségben, a történelmi Valkó vármegye területén, Dél-Erdélyben, Kárpátalján és a Felvidéken is. A szórvány segítése jegyében az egyesület 2015-ben jótékonysági estet szervezett Budapesten egy szerémségi magyarlakta falu, Maradék magyar jövője érdekében. A helyi kezdeményezés egy magyar szórványközpont létrehozására irányul.
Az egyesület részt vesz a csángó keresztszülő-programban, amelynek keretében egy kosteleki gyermek magyar oktatásának költségeit magára vállalta.
A Magyar Patrióták Közössége politikailag független szervezet, de a legfontosabb közéleti-kulturális kérdésekben véleményt nyilvánít. 2015 nyarán a bevándorlás és multikulturalizmus kérdésében tett közzé nyilatkozatot, amelyben megfogalmazta, hogy egyetért „a gazdasági bevándorlás elutasításával és a tömeges migrációval érintett államhatárok hatékony lezárásával”, mivel ez a globális folyamat „nemzetünk egységét, keresztény kultúránkat létében fenyegeti.”